# Dar'ja Maslova
Dar'ja Maslova, spesso anglicizzato in Darya (in kirghiso Дарья Маслова?; Karakol, 6 maggio 1995), è una mezzofondista e maratoneta kirghisa.

## Palmarès
| Anno | Manifestazione                    | Sede           | Evento        | Risultato | Prestazione | Note                                     |
| ---- | --------------------------------- | -------------- | ------------- | --------- | ----------- | ---------------------------------------- |
| 2014 | Campionati asiatici juniores      | Taipei         | 3000 m piani  | Oro       | 9'16"23     |                                          |
| 2014 | Campionati asiatici juniores      | Taipei         | 5000 m piani  | Oro       | 16'18"35    |                                          |
| 2014 | Mondiali juniores                 | Eugene         | 3000 m piani  | 14ª       | 9'30"28     |                                          |
| 2014 | Mondiali juniores                 | Eugene         | 5000 m piani  | 10ª       | 16'07"58    |                                          |
| 2014 | Giochi asiatici                   | Incheon        | 5000 m piani  | 9ª        | 15'47"17    |                                          |
| 2015 | Campionati asiatici               | Wuhan          | 5000 m piani  | Argento   | 15'42"82    | Miglior prestazione personale            |
| 2015 | Universiadi                       | Gwangju        | 5000 m piani  | Bronzo    | 16'04"09    |                                          |
| 2016 | Giochi olimpici                   | Rio de Janeiro | 10000 m piani | 19ª       | 31'36"90    | Record nazionale                         |
| 2017 | Giochi della solidarietà islamica | Baku           | 5000 m piani  | Bronzo    | 15'00"42    |                                          |
| 2017 | Campionati asiatici               | Bhubaneswar    | 5000 m piani  | Oro       | 15'57"95    |                                          |
| 2017 | Campionati asiatici               | Bhubaneswar    | 10000 m piani | Oro       | 32'21"21    |                                          |
| 2017 | Universiadi                       | Taipei         | 10000 m piani | Oro       | 33'19"27    |                                          |
| 2017 | Mondiali                          | Londra         | 10000 m piani | 17ª       | 31'57"23    | Miglior prestazione personale stagionale |
| 2018 | Giochi asiatici                   | Giacarta       | 5000 m piani  | Argento   | 15'30"17    |                                          |
| 2018 | Giochi asiatici                   | Giacarta       | 10000 m piani | Oro       | 32'07"23    |                                          |
| 2021 | Giochi olimpici                   | Tokyo          | Maratona      | 36ª       | 2h35'35"    | Miglior prestazione personale stagionale |

## Altre competizioni internazionali
2016
- Oro alla Mezza maratona di Dushanbe ( Dušanbe) - 1h14'08"

2017
- 9ª alla Mezza maratona di Delhi ( Nuova Delhi) - 1h11'29"
- Bronzo alla Mezza maratona di Yangzhou ( Yangzhou) - 1h11'06"

2018
- Oro alla Mezza maratona di Dushanbe ( Dušanbe) - 1h13'38"
- 9ª alla Mezza maratona di Minsk ( Minsk) - 1h16'55"
- 8ª alla World 10K Bangalore ( Bangalore) - 33'22"

2019
- 15ª alla Maratona di Valencia ( Valencia) - 2h28'19"
- Oro alla Mezza maratona di Bishkek ( Bishkek) - 1h14'42"
- Oro alla Mezza maratona di Dushanbe ( Dušanbe) - 1h14'45"

2021
- Argento alla Maratona della Via della Seta ( Cholpon-Ata) - 2h44'52"
- Oro alla Mezza maratona di Dushanbe ( Dušanbe) - 1h12'02"
- Oro alla Mezza maratona di Tashkent ( Tashkent) - 1h13'19"